# Piet Raymakers
Piet Raymakers est un cavalier de saut d'obstacles néerlandais né le 29 septembre 1956.

## Palmarès mondial
- 1991 : médaille d'or aux championnats d'Europe de La Baule en France avec Ratina Z.
- 1992 : médaille d'or par équipe et médaille d'argent individuelle aux Jeux olympiques de Barcelone en Espagne avec Ratina Z.
- 2006 : médaille d'or par équipe aux Jeux équestres mondiaux d'Aix-la-Chapelle en Allemagne avec Curtus Vanschijndel's.